# Nicolau Tolentino de Almeida
Nicolau Tolentino de Almeida (Lisboa, 10 de setembro de 1740 – Lisboa, Mercês, 23 de junho de 1811) foi um poeta satírico português.

## Biografia
Era filho do Dr. José de Almeida Soares, Advogado da Casa da Suplicação de Lisboa, Familiar do Santo Ofício da Inquisição de Lisboa, e de sua mulher Ana Teresa Froes de Brito, nome da sua irmã, ambos naturais de Nossa Senhora da Piedade e / ou Nossa Senhora das Misericórdias, da vila de Ourém, neto materno de Lucas Gomes do Vale e de sua mulher Teresa Froes de Brito, filha de Manuel Barbosa Maciel e de sua mulher Mariana Froes de Brito e neta materna de João Froes de Brito e de sua mulher Maria Delgado, ele filho de Diogo Froes de Brito e de sua mulher Brites Sodré de Sampaio e neto paterno de Diogo Froes de Brito e de sua mulher Isabel Freire Carolas.
Matriculou-se com 20 anos e estudou Leis na Faculdade de Leis da Universidade de Coimbra entre 1760 e 1769, mas sem nunca haver terminado o curso por levar uma vida boémia e poética. Regressado a Lisboa, foi nomeado por Carta de 1767 Professor Régio de Retórica e Poética numa das cátedras criadas pelo Marquês de Pombal, após a expulsão dos Jesuítas, ofício que desempenhou com inadaptação e descontentamento. Insatisfeito com o ofício e procurando ingressar na carreira burocrática, conseguiu, através de pedidos feitos nos seus versos, nomeação para um cargo de Oficial de Secretaria, sendo, posteriormente, obter, em 1780, um posto de Oficial Praticante na Secretaria de Estado dos Negócios do Reino, sem vencimento, ascendendo, em 1783, a Oficial Ordinário da mesma. Foi feito Cavaleiro Fidalgo da Casa Real com a respectiva tença e Sócio da Academia Real das Ciências de Lisboa. Entre 1790 e 1794, pertenceu ao movimento da Nova Arcádia. Conseguiu todos os postos que almejou e, ainda, publicar a sua obra a expensas do Estado. Não obstante, queixava-se frequentemente com amargura de penúria financeira, o que o levou a ser apelidado de Poeta Pedinchão, pois até lhe chegou a faltar dinheiro para o enterro dum seu cavalo. Enfrentou graves problemas financeiros a partir da transferência da corte portuguesa para o Rio de Janeiro em 1807 e faleceu quatro anos depois, solteiro e sozinho, aos setenta anos de idade, em Lisboa.

## Obra Literária
Bom metrificador, compôs sonetos, odes, memoriais e sátiras descritivas e caricaturais de tom irónico e cómico sobre a mesquinhez dos costumes e tradições, o apego às aparências e os vícios quotidianos. Compôs também homenagens a figuras em posições de poder de cuja proteção precisava. Seu estilo caracteriza-se pela simplicidade e aproxima-se das formas populares e coloquiais que o diferencia da poesia neoclássica pretensiosa e grandiloquente da época.
Foi numa publicação anual da Tipografia Rollandiana que apareceram, entre 1779 e 1783, impressas, anonimamente, pela primeira vez, composições suas. Publicou uma coletânea intitulada Obras Poéticas, em 1801.
É considerado um dos grandes vultos literários do século XVIII português e um dos maiores satíricos.

## Obras principais
Escreveu, além de peças de Teatro, as seguintes obras poéticas:
- Miscelânea Curiosa e Proveitosa
- Bilhar
- Passeio
- Função
- Guerra
- Amantes
- Obras poéticas de Nicoláo Tolentino de Almeida, Tomo I (1801)
- Obras poéticas de Nicoláo Tolentino de Almeida, Tomo II (1801) (eBook)
- Obras posthumas (eBook)